# 海味街 (香港)
海味街 （页面存档备份，存于） 是香港一條特色購物區，位於香港島上環，範圍主要包括介乎皇后街與正街之間的一段德輔道西，以及整條永樂街，為香港海味及其他相關行業的集中地。

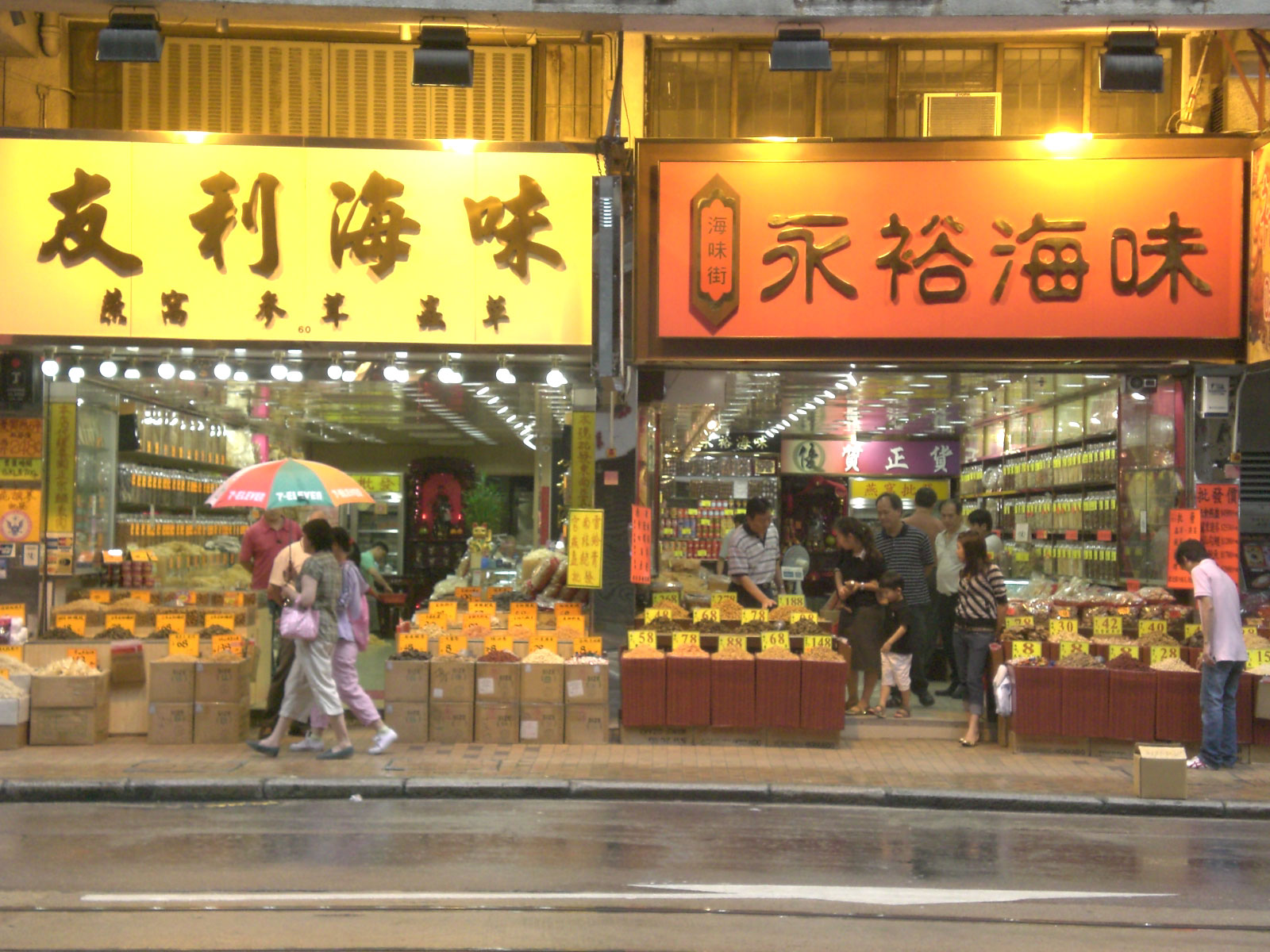
海味店一景

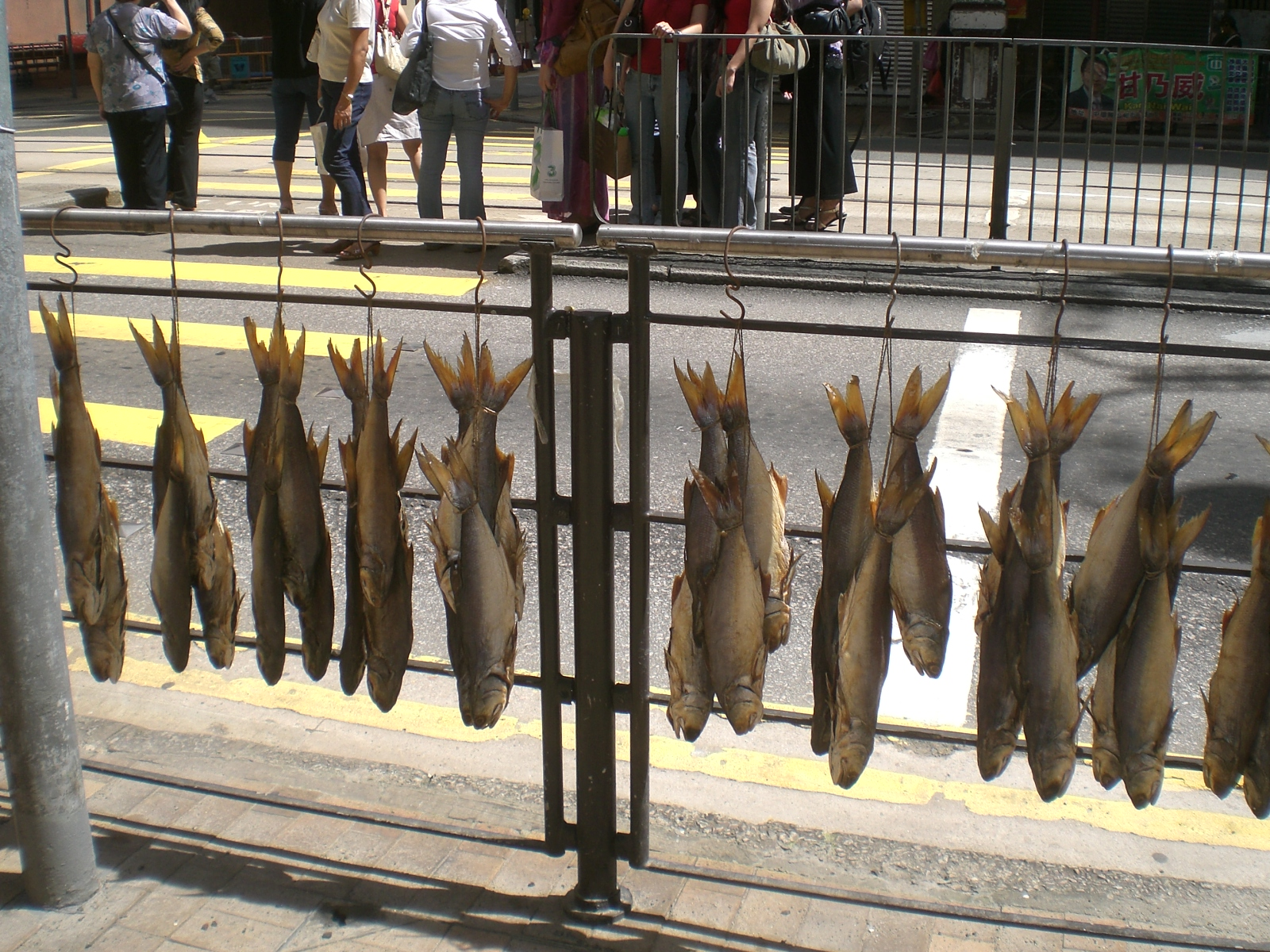
海味街一景

早於19世紀香港開埠不久，上環發展成重要的華人商業區。其中現時海味街的範圍，陸續開設了很多海味店，售賣鮑參翅肚等海味，很多也一直經營至今。另一方面，該處也開設不少相似或相關的行業，例如鹹魚、魚翅、麻包袋及蘆葦桿的加工工場。這類商店和工場，大部份都是小規模經營，沒有很多員工，以及住宅樓宇的地鋪。此外，有別於其他商業區，此處大部份商店會於逢星期日及公眾假期休息。

## 附近相關街道
- 藥材街 （高陞街）
- 參茸燕窩街 （文咸西街及永樂街）
- 中藥街 （西貢灣景街）

## 另見
- 南北行